# تيلوريد البزموت
 تيلوريد البزموت تلوريد له الصيغة Bi2Te3، ويكون على شكل مسحوق ذي لون رمادي. وهذا المركب نصف ناقل يتميز بخواصه الكهرحرارية، يستعمل في مجال التبريد وتوليد الطاقة غير الموضعي (المتنقل).

## الخواص الكهرحرارية
تتميز البنية البلورية لمركب تيلوريد البزموت بوجود فجوة ضيقة بين طبقاته البلورية، وله وحدة بناء خلية مثلثية النمط. يمكن وصف حزمة التكافؤ والناقلية في هذا المركب بأن لها نموذج سطح إهليلجي متعدد، يحيث توجد ستة سطوح إهليلجية ثابتة الطاقة تكون متواجدة على السطوح العاكسة.
يمكن بسهولة فصم بلورة تيلوريد البزموت على طول المحور الثلاثي وذلك نتيجة لضعف قوة قوى فان دير فالس الرابطة بين ذرات التيلوريوم المتجاورة. نتيجة لذلك فعلى مادة تيلوريد البزموت المستخدمة في توليد الطاقة أو للتبريد أن تكون متعددة التبلور.
أضف إلى ذلك، فإن قيمة معامل سيبك لـ Bi2Te3 الخام تعوض عند درجة حرارة الغرفة، مما يجبر على أن تكون المواد المستعملة في أجهزة توليد الطاقة مكونة من سبيكة من البزموت والتيلوريوم والسيلينيوم.
حاول العلماء مؤخرا أن يطوروا كفاءة المواد المعتمدة على Bi2Te3 وذلك بتطوير بنى يكون فيها تقليل لأحد الأبعاد أو أكثر، أي إما بجعلها على شكل أسلاك نانوية (أبعاد النانو)، أو على شكل رقائق مسطحة. وعلى ضوء أحد الأمثلة من هذه النماذج فإن تيلوريد البزموت من النمط السالب أظهر قيمة محسنة لمعامل سيبك تبلغ −287 μV/K عند الدرجة 54 سيلسيوس (فرق جهد لكل درجة حرارة واحدة). لكن تجب الإشارة إلى أن القيمة المرتفعة لمعامل سيبك تؤدي إلى تخفيض تركيز حامل الشحنة، بالتالي إلى ناقلية كهربائية أدنى.
في حالة أخرى بين الباحثون أن لتيلوريد البزموت ناقلية كهربائية عالية تبلغ 1.1×105 S·m/m2 وذلك بشكل مرافق لناقلية حرارية منخفضة جداً للشبكة البلورية تبلغ 1.20 W·m/(m2·K)، بشكل مشابه للزجاج العادي.

## الوفرة
الشكل المعدني لتيلوريد البزموت يدعى تيلوروبزموتيت tellurobismuthite، والذي يعد من المعادن النادرة. لكن بالمقابل يوجد مركبات طبيعية أخرى حاوية على تيلوريد البزموت ولكن بنسب تكافؤية مغايرة، بالإضافة إلى وجود مركبات من النمط Bi-Te-S-(Se)، مثل تيتراديميت tetradymite Bi2Te2S.

## روابط خارجية
- Material Safety Data Sheet
- Bismuth Telluride and its Alloys (Chapter 4.5 of Martin Wagner dissertation)
- CDC - NIOSH Pocket Guide to Chemical Hazards - Bismuth Telluride, undoped